# Petra Martić
Petra Martić (født 19. januar 1991 i Split) er en kvindelig tennisspiller fra Kroatien. Petra Martić startede sin karriere i 2007. 
12. april 2010 opnåede Petra Martić sin højeste WTA single rangering på verdensranglisten som nummer 63. 
Petra var nr. 14 den 13. januar 2020. 